# Vršatské Podhradie
Vršatské Podhradie (maďarsky Oroszlánkő, do roku 1907 Oroszlánykőpodhragy) je obec na Slovensku v okrese Ilava v Trenčínském kraji, čtrnáct kilometrů jihozápadně od Púchova, v Bílých Karpatech. Žije v ní 222 obyvatel.

## Historie
První písemná zmínka o obci pochází z roku 1439, ovšem už v roce 1244 zde na skále stála strážná věž pozdějšího hradu Vršatec, která chránila průsmyk spojující Pováží a Moravu. Začátkem 14. století se už píše o kamenném hradu. Obyvatelé většinou pracovali v zemědělství. Dne 7. srpna 1962 obec vyhořela. V těsné blízkosti obce se nachází národní přírodní rezervace Vršatské bradla, Vršatské hradné bralo a přírodní památka Biely vrch.